# الجبل الخامس
الجبل الخامس (بالبرتغالية:O Monte Cinco) هو اسم رواية للروائي الشهير باولو كويلو، ويحكي فيها قصة النبي ايليا، وكل ما مرّ به منذ ان طرد بعد مجزرة الأنبياء من مملكة إسرائيل، مارا بما واجهه بالصحراء، وما واجهه ب «أكبر» المدينة الفينيقية.

## نبذة عن الكتاب
يروي باولو كويلو، في روايته «الجبل الخامس»، قصة النبي إيليا ولقائه الأرملة في صَرْفَتِ، المدينة الفينيقية الصغيرة؛ ثم انكفائه إلى الجبل، بعد أن دحر أعداءه جميعاً. يطيع إيليا أوامر ملاكه الحارس ويحاوره على الدّوام، يحاول التفتيش عن معنى إنساني جديد للقرار والاختيار. في مدينة صَرفتِ اللبنانية التي دمّرها الأشوريون، يفقد إيليا كلّ شيء: شجاعته والمرأة التي أحبّها (الأرملة التي ساعدته في حين كان جائعاً وعطشان)، وكذلك إيمانه إثر الأزمة الروحية التي عصفت به. وهنا يضيف كويلو جديداً إلى صورة النبي إيليا، التي تمثّله قوياً لا يقهر، وحاملاً سيفه للبطش بالأعداء. ففي هذه الرواية، يخوض إيليا صراعاً ضد خوفه بالذات، صراعاً بين الإلهي والإنساني، بين إرادة الربّ التي يعجز النبي عن فهم تجلياتها رغم امتثاله لها، وبين خياراته، هو بالذات، كإنسان. لكنّ الطريف في الأمر أن هذا النص، الذي استند فيه كويلو إلى التوراة، قد اتّخذ من مدينة في لبنان مسرحاً لأحداثه، وكأن الكاتب يريد أن يقول إن التاريخ يعيد نفسه في هذا البلد، من أول الأزمنة وحتى أيامنا هذه، حيث أدّى ضريبة حبّه للتسامح والسلام والانفتاح. في هذا الكتاب يطرح كويلو الإشكاليات التي تعتبر في أساس عالمه الأدبي والروحي والفلسفي: كيف نستطيع أن نعطي معنىً لحياتنا، من خلال الصراع والرجاء. ذلك أن أقوى لحظات المأساة ليست عقاباً إلهياً، بل هي تحدٍّ مطروح أمام الإنسان. وهكذا يعطي كويلو معنىً جديداً للعقاب: إن ما هو محتومٌ في حياتنا ونعتقده ثابتاً، هو في الحقيقة عابر. أمّا الثابت، فهو ما نستطيع استخلاصه من عِبَرِ المحتوم المأساويّ.

## نبذة عن الكاتب
باولو كويلو روائي وقاص برازيلي قبل أن يعمل بدوام كامل في الكتابة، كان قد مارس الاخراج المسرحي، والتمثيل، وعمل كـ مؤلف غنائي، وصحفي. وقد كتب كلمات الأغانى للعديد من المغنيين البرازيليين أمثال إليس ريجينا، ريتا لي، راءول سييكساس، فيما يزيد عن الستين أغنية.ولعه بالعوالم الروحانية بدء منذ شبابه كـ هيبي، حينما جال العالم بحثا عن المجتمعات السرية، وديانات الشرق. نشر أول كتبه عام 1982 بعنوان «أرشيف الجحيم»، والذي لم يلاقي أي نجاح، وتبعت مصيره أعمال أخرى، ثم في عام 1986 قام كويلو بالحج سيرا للقديس جايمس في كومبوستيلا. تلك التي قام بتوثيقها فيما بعد في كتابه «الحج». في العام التالي نشر كويلو «الخيميائي»، وقد كاد الناشر أن يتخلي عنها في البداية، ولكنها سرعان ما أصبحت أهم الروايات البرازيلية وأكثرها مبيعا.

## وصلات خارجية
- آراء القراء على موقع أبجد حول رواية الجبل الخامس
- صفحة رواية الجبل الخامس على موقع جود ريدز